# Бьенэме, Дидье
Дидье́ Жан-Мише́ль Серж Бьенэме́ (фр. Didier Jean-Michel Serge Bienaimé; 9 июня 1961 — 7 августа 2004) — французский актёр кино и телевидения, российскому телезрителю наиболее известен своей ролью французского журналиста Шарля д’Эвре в фильме «Турецкий гамбит».

## Биография
Дидье Бьенэме родился 9 июня 1961 года в городе Труа (Франция). Работал воспитателем с неблагополучными детьми.
Фильм 1995 года «Мария из Назарета» (Marie de Nazareth), где он сыграл Иисуса, принёс Дидье известность и раскрыл его творческий потенциал. Кроме того, он участвовал в различных театральных постановках.
Дидье Бьенэме умер в результате сердечного приступа 7 августа 2004 года во время отдыха вместе с семьёй в департаменте Тарн и Гаронна. У него осталась жена и трое детей.
Дидье Бьенэме очень хотел самостоятельно озвучить свою роль в фильме «Турецкий гамбит», но умер за день до своего приезда в Россию на её озвучивание. Режиссёр Джаник Файзиев решил оставить в фильме речь актёра на французском, озвучив лишь некоторые реплики самостоятельно.
Его фамилия состоит из двух частей: «бьен» значит «хорошо», а «эмэ» — это любовь. Есть поговорка, что имя — это судьба, вот у этого актёра было говорящее имя. Он был очень хороший, удивительно любвеобильный, и его любила вся съёмочная группа. Дидье страшно хотел сам озвучить картину. У него фантастический слух, и он так разошёлся, что под конец съёмок уже как-то объяснялся по-русски. В последний день он взял с меня слово, что никто другой его героя озвучивать не будет. «Даже если у вас не хватит средств на мой приезд, я всё равно приеду и буду работать бесплатно», — сказал он.Джаник Файзиев

## Фильмография

### Фильмы
- 1995 — Мария из Назарета[фр.] — Иисус
- 2001 — Великая жизнь[фр.] — Рыбак
- 2005 — Турецкий гамбит — Шарль д’Эвре

### Телевидение
- 1994 — Жюли Леско[фр.] — Antoine Rousseau